# Kobbie Mainoo
Kobbie Mainoo, né le 19 avril 2005 à Stockport, est un footballeur international anglais qui évolue au poste de milieu de terrain à Manchester United.

## Biographie

### Carrière en club
Né à Stockport, dans la banlieue de Manchester en Angleterre, Kobbie Mainoo est formé par Manchester United, où il commence sa carrière professionnelle en championnat d'Angleterre. Il joue son premier match avec l'équipe première du club le 10 janvier 2023, à l'occasion d'un match d'EFL Cup contre Charlton Athletic. Il est titulaire lors de la victoire 3-0 de son équipe.
À l'été suivant, il intègre définitivement l'effectif professionnel, mais une blessure le maintien hors des terrains pendant plusieurs mois, l'empêchant de prendre part au début de la saison 2023-2024,.
Le 29 novembre 2023, il joue son premier match de Ligue des champions, remplaçant Sofyan Amrabat lors du match nul à l'extérieur contre Galatasaray (3-3).
Lors de la finale de la FA Cup 2023-2024, il marque le deuxième but de son équipe permettant à Manchester United de gagner le titre. C'est son premier titre avec les Red Devils à seulement 19 ans.

### Carrière en sélection
Kobbie Mainoo est international anglais avec les équipes de jeunes, jusqu'aux moins de 19 ans. Initialement appelé en Équipe d'Angleterre espoirs pour le mois de mars 2024, cependant le sélectionneur Gareth Southgate a appelé Mainoo pour la sélection A.
Il connaît sa première sélection en entrant en jeu contre le Brésil le 23 mars 2024 et sa première titularisation dans la foulée le 26 mars contre la Belgique, match lors duquel il est élu homme du match.
Le 21 mai 2024, il figure dans la liste élargie de 33 joueurs de Gareth Southgate pour participer à l'Euro 2024. En juin 2024, il fait partie de la liste des 26 joueurs convoqués par Gareth Southgate pour disputer l'Euro 2024.

## Statistiques

### En club
| Saison                | Club                  | Championnat           | Championnat | Championnat | Championnat | Coupe nationale | Coupe nationale | Coupe nationale | Coupe de la Ligue | Coupe de la Ligue | Coupe de la Ligue | Supercoupe | Supercoupe | Supercoupe | Compétition(s) continentale(s) | Compétition(s) continentale(s) | Compétition(s) continentale(s) | Compétition(s) continentale(s) | Total | Total | Total |
| Saison                | Club                  | Division              | M.          | B.          | P.d.        | M.              | B.              | P.d.            | M.                | B.                | P.d.              | M.         | B.         | P.d.       | Comp.                          | M.                             | B.                             | P.d.                           | M.    | B.    | P.d.  |
| 2022-2023             | Manchester United     | Premier League        | 1           | 0           | 0           | 1               | 0               | 0               | 1                 | 0                 | 0                 | -          | -          | -          | C3                             | 0                              | 0                              | 0                              | 3     | 0     | 0     |
| 2023-2024             | Manchester United     | Premier League        | 24          | 3           | 1           | 6               | 2               | 0               | 0                 | 0                 | 0                 | -          | -          | -          | C1                             | 2                              | 0                              | 0                              | 32    | 5     | 1     |
| 2024-2025             | Manchester United     | Premier League        | 25          | 0           | 0           | 2               | 0               | 0               | 1                 | 0                 | 0                 | 1          | 0          | 0          | C3                             | 8                              | 2                              | 1                              | 37    | 2     | 1     |
| Total sur la carrière | Total sur la carrière | Total sur la carrière | 50          | 3           | 1           | 9               | 2               | 0               | 2                 | 0                 | 0                 | 1          | 0          | 0          | -                              | 10                             | 2                              | 1                              | 72    | 7     | 2     |

### En sélection
| Années                | Sélection             | Phases finales        | Phases finales | Phases finales | Phases finales | Éliminatoires | Éliminatoires | Éliminatoires | Éliminatoires | Amicaux | Amicaux | Amicaux | Autres compétitions | Autres compétitions | Autres compétitions | Autres compétitions | Total | Total | Total |
| Années                | Sélection             | Comp.                 | M.             | B.             | P.d.           | Comp.         | M.            | B.            | P.d.          | M.      | B.      | P.d.    | Comp.               | M.                  | B.                  | P.d.                | M.    | B.    | P.d.  |
| --------------------- | --------------------- | --------------------- | -------------- | -------------- | -------------- | ------------- | ------------- | ------------- | ------------- | ------- | ------- | ------- | ------------------- | ------------------- | ------------------- | ------------------- | ----- | ----- | ----- |
| 2024                  | Angleterre            | Euro 2024             | 6              | 0              | 0              | -             | -             | -             | -             | 3       | 0       | 0       | LdN                 | 1                   | 0                   | 0                   | 10    | 0     | 0     |
| Total sur la carrière | Total sur la carrière | Total sur la carrière | 6              | 0              | 0              | -             | 0             | 0             | 0             | 3       | 0       | 0       | -                   | 1                   | 0                   | 0                   | 10    | 0     | 0     |

Le tableau suivant liste les rencontres de l'équipe d'Angleterre dans lesquelles Kobbie Mainoo a été sélectionné depuis le 23 mars 2024 jusqu'à présent :

## Palmarès

### En club
| Manchester United (2) |
| --- |
| - Coupe d'Angleterre (1) : - Vainqueur en 2024 - Coupe de la Ligue (1) : - Vainqueur en 2023 - Community Shield (0) : - Finaliste en 2024 - Ligue Europa (0) : - Finaliste en 2025 |

### En sélection
| Angleterre (0)                                   |
| ------------------------------------------------ |
| - Championnat d'Europe (0) : - Finaliste en 2024 |

### Distinctions individuelles
- Deuxième au Golden Boy 2024
- But du mois de Premier League en février 2024[réf. nécessaire]
- Homme du match lors de la finale de FA Cup 2024[réf. nécessaire]